# Massive Ego
Massive Ego est un groupe britannique de dark wave.  Leur premier album pour Out of Line sort le 17 février 2017. Les thèmes des chansons sont centrés sur le côté sombre de la vie, la dépression et l'anxiété, la mort, le suicide, l'amour, le sexe et le vampirisme. Le groupe se sépare en 2022, avant de se reformer en 2024, Marc étant rejoint par Olly, Lloyd et Porl. 

## Histoire
Concernant le nom du groupe, Marc explique au Whitby Gazette en ses termes : « C'était une sorte de juxtaposition à la réalité angoissante de moi-même. C'était censé être une caricature de ce que j'étais vraiment en tant que personne. Avec le recul, je n'aurais probablement pas appelé cela ainsi aujourd'hui, mais après plus de 20 ans, il est un peu tard pour changer. Je pense que le manque de confiance est la raison pour laquelle j'aime m'habiller, me maquiller et généralement m'exprimer à travers le look ».
Massive Ego est formé en 1996 par les membres originaux du groupe, Marc Massive et Andy J Thirwall, ex-mannequin et danseur du groupe Jesus Loves You de Boy George dans les années 1990 et MC Kinky. Marc rejoint Ezee Possee en tant que danseur, avant qu'ils ne sortent leur single Everything Starts with an 'E' sur le petit label indépendant de Boy George, More Protein. Marc devient ensuite DJ et co-président des événements ACT ART à Londres pendant plusieurs années. Dan Black et Stuart « Barnaby » Moffatt rejoignent le groupe la même année. Le groupe donne son premier concert en janvier 1996 au Club Skinny au HQ's à Camden, l'un des deux boites de nuit, avec l'Arcadia à Soho, qui forment le noyau de la scène Romo.
En mars 2022, Massive Ego annonce se séparer en raison de « problèmes de santé et de circonstances personnelles ».
En 2024, Massive Ego annonce son retour avec un retour au festival Out of Line Weekender 2024. Au cours de la performance du 2 mai, ils annoncent un single à venir intitulé In Your Own Darkness.

## Discographie

### Albums studio
- 2006 : Nite Klub Skewl
- 2017 : Beautiful Suicide
- 2019 : Church for the Malfunctioned

### Compilations
- 2009 : Master and Servant

### EP
- 2014 : Low Life
- 2015 : Noise in the Machine
- 2018 : Nothing But a Void
- 2022 : The New Normal

### Singles
- 1997 : You Think You're a Man!
- 1999 : Planet Earth
- 2002 : My Heart Goes Bang (Get Me to the Doctor) (vs. Miss Dusty 'O')
- 2009 : Sex Drive
- 2011 : I Idolize You
- 2012 : Eighth Day
- 2013 : Dead Silence
- 2013 : I Like Boys (Lia Organa and Electric Prince Remix)
- 2013 : Devil in Disguise (single Bandcamp)
- 2014 : Sound of the Download
- 2014 : Animal Rights, Human Wrongs
- 2016 : Reining in the Machines (Matt Pop Remix)
- 2016 : Malfunctioning Me (avec Christo)
- 2019 : Digital Heroin
- 2020 : Nothing but a Void (avec BlutEngel)
- 2021 : You Will Comply
- 2021 : Dead Eyes Black
- 2024 : In Your Own Darkness